# Lutz Neitzert
Lutz Neitzert (* 24. Oktober 1958 in Neuwied) ist ein deutscher Kultursoziologe und Publizist.

## Leben
Neitzert studierte Soziologie, Philosophie und Germanistik an der Philipps-Universität Marburg. 1989 promovierte er über das Thema „Die Geburt der Moderne, der Bürger und die Tonkunst“, eine sozialwissenschaftliche Studie über den musikästhetischen Wandel vom Barock zur Klassik. Danach hatte er Lehraufträge an den Universitäten Marburg, Koblenz-Landau und seit 2019 Bonn. Ein besonderer Schwerpunkt seiner Forschung ist die rechtsextreme Musik- und Jugendszene. Als Hörfunkautor arbeitet er vor allem für den SWR und den WDR.